# Gli eroi
Gli eroi è un film del 1973 diretto da Duccio Tessari.